# Masía Freixa
La Masía Freixa es un edificio modernista de la ciudad de Tarrasa, situado en el parque de Sant Jordi. Construida en 1899, fue reformada entre los años 1907 y 1914 por Lluís Muncunill. El arquitecto la convirtió en una de las joyas del modernismo, con su estructura de arcos y bóvedas, con los muros pintados de blanco y de la que sobresale una alta torre. Durante muchos años albergó el Conservatorio Municipal de Música que, actualmente, ha sido trasladado a otro edificio de nueva construcción en el Campus Universitario.
La masía estuvo ideada, originalmente, para servir como fábrica de hilaturas. El arquitecto Muncunill la transformó después en la residencia familiar del industrial textil Josep Freixa i Argemí.
Desde el año 2023 el edificio es Bien Cultural de Interés Nacional (BCIN).

## Elementos destacados

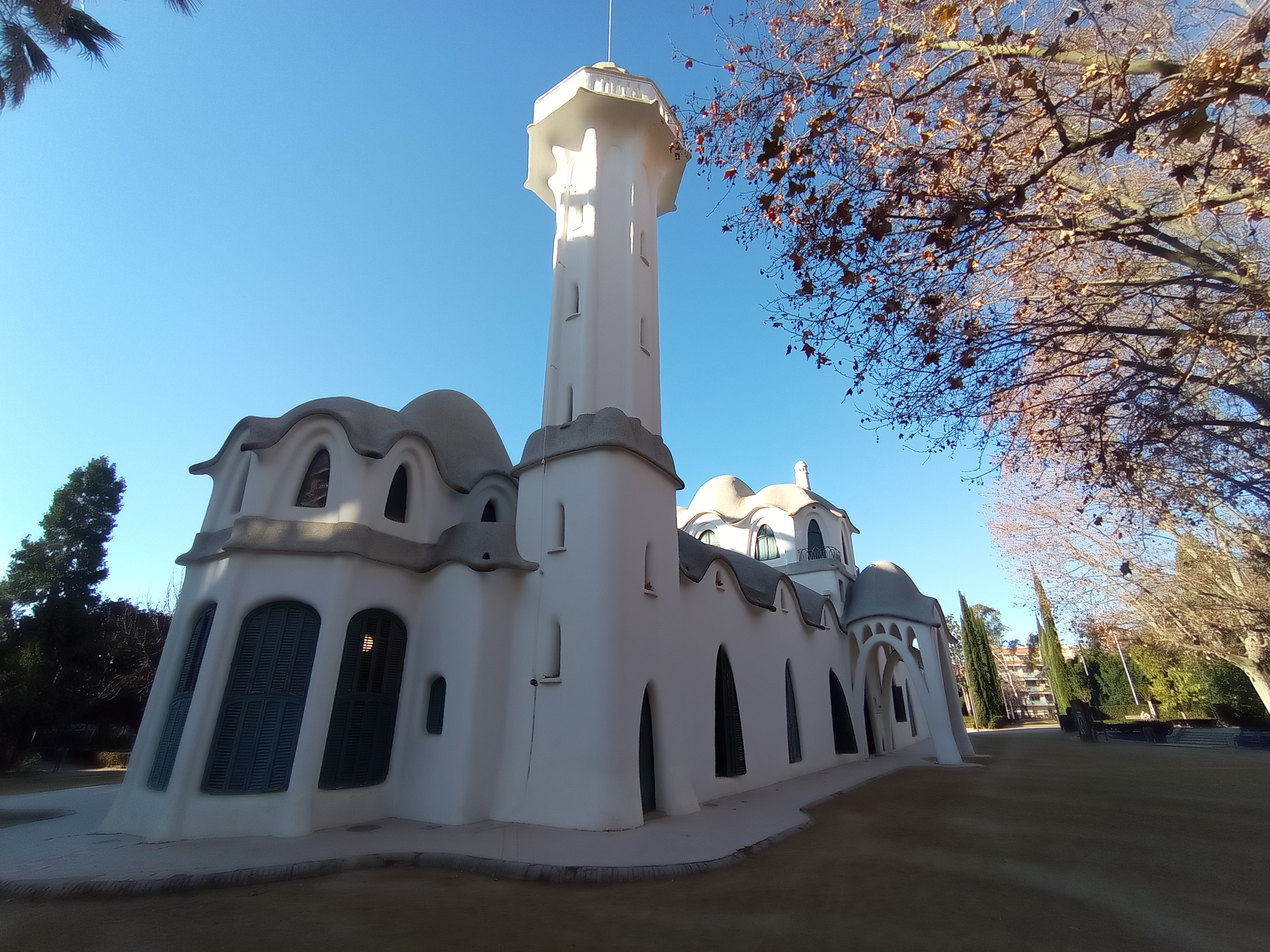
Vista del lado de la torre

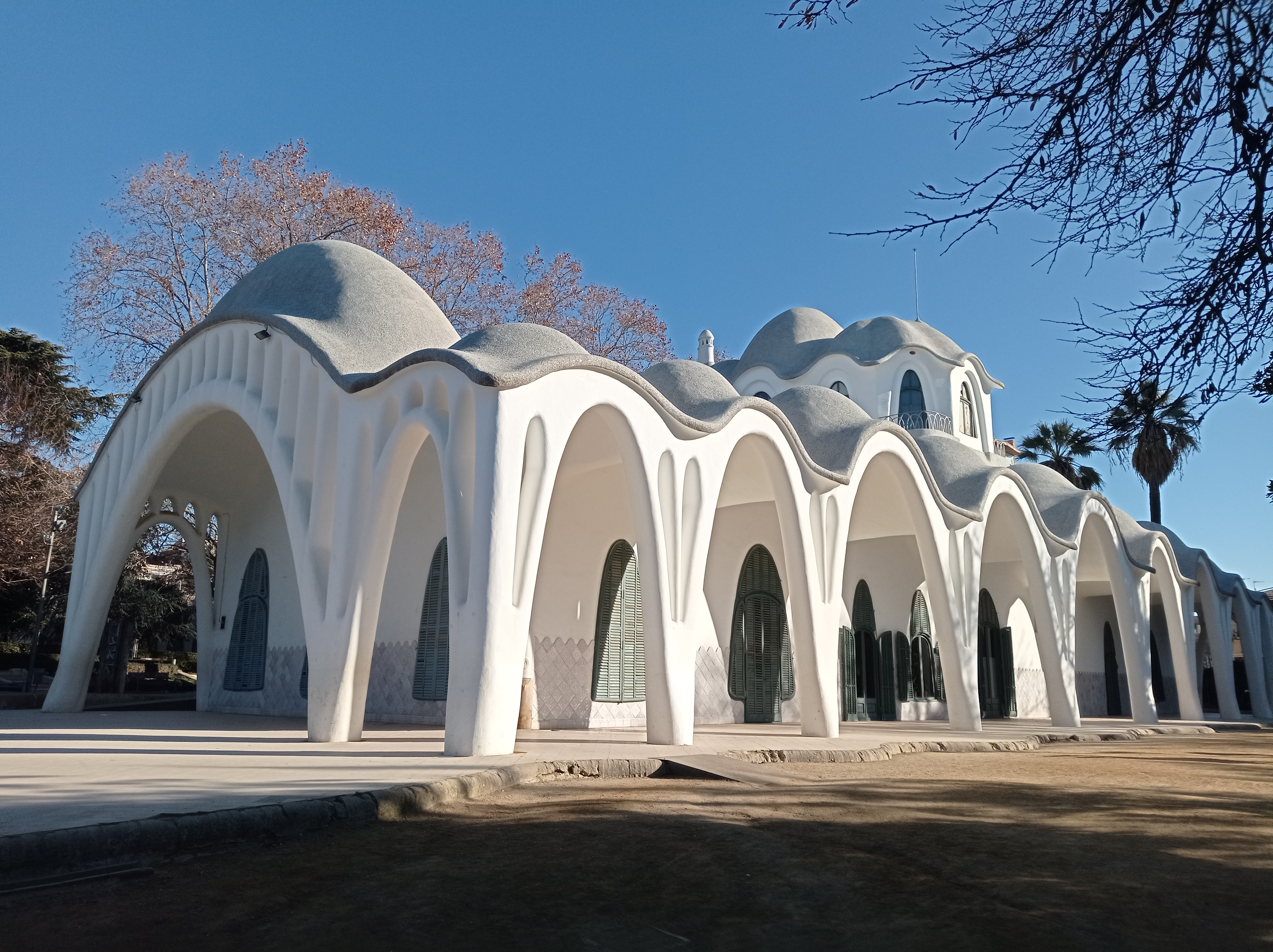
Vista lateral, sucesión de arcos parabólicos

El tejado sinuoso, con una estructura de bóvedas de ladrillo plano que conjugaban la tradición de la bóveda catalana con la modernidad de los nuevos materiales; el revestimiento de mortero tiene pequeños cristales incrustados que le dan apariencia de un gris brillante.
Los arcos catenarios —inspirados en la obra de Antoni Gaudí— conforman las ventanas del cuerpo principal y las aberturas de los porches de entrada de la parte sur y oeste.
El pasamanos de cerámica blanca del porche, obra también de Muncunill, que ocupa la parte inferior de las paredes rebozadas y pintadas de blanco.
La rotonda de la parte este del edificio, como un añadido de dos niveles al lado de la antigua fábrica; los ventanales de la planta baja son de arco rebajado para permitir más entrada de luz, diferentes a los de tipo parabólico del resto de aberturas de la fachada.
La torre de ángulo nordeste, que sobresale del cuerpo inferior cuadrado; tiene un cuerpo octogonal de cuatro niveles, el último rodeado por una balconada mirador.
El interior, muy reformado, conserva todavía el mobiliario del comedor y del despacho, diseñado por Joaquim Vancells.